# Воронов, Фёдор Никитич
Фёдор Никитич Воронов (? — 1821) — русский военный, генерал-майор.

## Биография
Дата рождения неизвестна. В военную службу вступил в 1776 году в артиллерию. В 1791 году произведён в капитаны, в 1797 году — в подполковники и в 1798 году — в полковники.
В период с 1 сентября 1805 по октябрь 1806 года был шефом 10-го артиллерийского полка. Генерал-майор с 1809 года.
В 1810 году генерал-майор артиллерии Федор Никитич Воронов возглавил Тульский оружейный завод. На его долю выпало руководство этим предприятием во время Отечественной войны 1812 года. В это тяжелое для России время завод под его руководством увеличил выпуск оружия. Также благодаря инициативе Воронова удалось избежать эвакуации завода после взятия армией Наполеона Москвы. Хотя были намерения его эвакуации на Ижевский завод. Секретный приказ предписывал Воронову, в случае приближения неприятеля, «взяв мастеровых и инструмент, следовать по тракту к Ижевскому заводу».
Умер в 1821 году.

## Награды
- Награждён орденом Св. Георгия 4-й степени (№ 1305; 26 ноября 1802).
- Также награждён орденами Св. Владимира 3-й и 4-й степеней.